# Johann Flinner
Johann (auch Johannes) Flinner (auch Flimmer, Flenner, Fliner, Flener, Flynder, Fleinner; * um 1520 in Zeil am Main; † 7. Dezember 1578 in Straßburg) war ein deutscher lutherischer Theologe und Dichter von Kirchenliedern.

## Leben
Flinner immatrikulierte sich 1535 an der Universität Ingolstadt, konvertierte aber zum Luthertum und hielt sich ab 1537 in Augsburg auf. 1541 wurde er Helfer, 1544 Pfarrer an der dortigen Heilig-Kreuz-Kirche. Als Feldprediger der Augsburger Truppen führte er 1546 in Füssen im Allgäu die Reformation ein. Nachdem er 1551 erstmals und 1552 endgültig wegen der Nichtannahme des Interims vertrieben wurde, ging er nach Straßburg, wo er 1553 eine Stellung als Pfarrhelfer an St. Aurelien erhielt. 1555 wurde er Kanonikus an der Thomaskirche. 1556 wurde er an die Spitalkirche in Baden-Baden beurlaubt und im gleichen Jahr als Begleiter von Johannes Marbach und zu seiner Unterstützung bei der Durchführung der Reformation in der Pfalz nach Heidelberg entsandt. Bis 1559 war er Pfarrer an der Heidelberger Heiliggeistkirche und Mitglied des Kirchenrats. 1559 kehrte er nach Straßburg zurück und wurde zunächst Pfarrer an der Neuen Kirche, 1561 am Münster. 
Flinner war Verfasser geistlicher Lieder und Mitglied der Straßburger Meistersingerzunft. 